# دور الظاهرة

تعديل مصدري - تعديل

دور الظاهرة هي إحدى قرى عزلة سباح بمديرية سباح التابعة لمحافظة أبين، بلغ تعداد سكانها 179 نسمة حسب تعداد اليمن لعام 2004.